# فينس كوستيلو
فينس كوستيلو (بالإنجليزية: Vince Costello)‏ هو لاعب كرة قدم أمريكية أمريكي، ولد في 8 أبريل 1932 في ديلروي في الولايات المتحدة.

## وصلات خارجية
- فينس كوستيلو على موقع مرجع كرة القدم المحترفة.كوم (الإنجليزية)